# Frigyes Wiesner
Frigyes (Friedrich) Wiesner-Mezei (Mór, Fejér, 26 de setembre de 1887 – Budapest, 22 de març de 1938) va ser un atleta hongarès que va competir a principis del segle xx.
El 1908 va prendre part en els Jocs Olímpics de Londres, on guanyà la medalla de plata en la cursa dels relleus combinats, formant equip amb Pál Simon, József Nagy i Ödön Bodor.
Mezei va córrer el segon relleu de 200 metres. L'equip va superar l'equip suec en la primera ronda, però en la final, tot i que ho intentaren, es van veure superats pels equips estatunidenc i alemany, acabant en tercera posició. També disputà les proves dels 100 i 200 metres, acabant quart i segon en les seves sèries de la primera ronda d'ambdues proves i quedant eliminat.
Quatre anys més tard va disputar els Jocs d'Estocolm, tot i que amb un paper més discret, ja que en les tres proves del programa d'atletisme que disputà, els 200, 800 i 4x400 metres relleus, quedà eliminat en sèries.